# Émile Dossin de Saint-Georges
Émile Jean Henri baron Dossin de Saint-Georges (Luik, 18 juli 1854 - Elsene, 18 januari 1936) was een Belgisch generaal in de Eerste Wereldoorlog.

## Militaire carrière
Dossin was beroepsmilitair en werd onder meer onderbevelhebber van de Koninklijke Militaire School en adviseur van de Minister van Oorlog. In 1913 kreeg hij het bevel over de 18de gemengde brigade. 
Bij het uitbreken van de Eerste Wereldoorlog had hij het commando over de 2de Belgische legerdivisie met onder meer het 6de en het 7de Linieregiment. Deze divisie had zijn stelling in Antwerpen en kreeg het hard te verduren tijdens het Beleg van Antwerpen. In de nacht van 8 op 9 oktober 1914 verliet de divisie de stelling om naar Nieuwpoort te sporen. Daar kreeg zij geen rust maar moest zich verdedigen in de Slag om de IJzer, in de gemeente Sint-Joris. Manschappen van Dossins 2de divisie voerden de inundatie van de IJzer uit.
Op 5 januari 1915 werd Dossin van zijn commando ontheven en benoemd tot militair gezant bij de Belgische regering in Sainte-Adresse. Daar zou hij blijven tot het einde van de oorlog. Het was tegelijk zijn laatste militaire functie.

## Eerbewijzen
Dossin en zijn dochter kregen in 1932 het recht de Saint-Georges (Frans voor Sint-Joris) aan hun naam toe te voegen. In 1934 werd hij door de koning verheven in de erfelijke Belgische adel, met de persoonlijke titel baron.
Na zijn dood in 1936 werd beslist de Mechelse kazerne "Hof van Habsburg" te hernoemen tot Kazerne Dossin. 
In Elsene werd een laan naar Dossin genoemd. Ook werd er in 1938 een monument te zijner ere opgericht, geconcipieerd door François Malfait, met de bas-reliëfs die de terugtocht uit Antwerpen en de slag aan de IJzer verbeelden.

## Familie
Hij was de zoon van Henri Dossin en Marie-Auguste Delsupexhe. Hij trouwde in 1893 met Emilie Delfosse (1870-1954) uit welk huwelijk een dochter werd geboren: jkvr. Renée Dossin (1894-1972). Zij trouwde in 1926 met Paul van Zeeland (1893-1973), later eerste minister van België. Met haar stierf het adellijke geslacht uit.

## Kritiek en eerbetoon
Dossin liet in oktober 1914 na een oneerlijk proces twee soldaten, de piotten Alfons Gielen en Louis De Vos, voor een bagatel executeren. Normaal konden terdoodveroordeelden een gratieverzoek indienen bij de hoogste instantie. Toen was dat de koning Albert I, maar divisiegeneraal Dossin vond dat niet nodig en verwierp zelf het gratieverzoek zonder de koning te raadplegen. Koning Albert I was naar verluidt woest toen hij vernam dat Generaal Dossin hem niet geraadpleegd had.

Het boek "De genadeloze kogel" gaat hier dieper op in.  
1. ↑  van Duyse, Johan (31 oktober 2024). De genadeloze kogel. Boeken.cafe, p. 296. ISBN 9789493402003.
2. ↑  De genadeloze kogel: over een verschrikkelijk proces. Doorbraak.be. Geraadpleegd op 23 december 2024.